# Élisabeth Charlotte av Lothringen
Élisabeth Charlotte av Lothringen, född 21 oktober 1700, död 4 maj 1711, var en monark inom det tysk-romerska riket som regerande fursteabbedissa av den självstyrande klosterstaten Remiremont i Frankrike.